# ریکی بروش
ریکی بروش (سوئدی: Ricky Bruch؛ ۲ ژوئیه ۱۹۴۶ – ۳۰ مه ۲۰۱۱) پرتاب‌گر دیسک اهل سوئد بود.
وی در مسابقات کشوری و بین‌المللی در مجموع برندهٔ ۱ مدال طلا، ۱ مدال نقره، ۳ مدال برنز شده‌است.
از فیلم‌هایی که وی در آنها بازی کرده‌است، می‌توان به مأمور ۶۹ ینسن در برج قوس اشاره کرد.